# Музејски комплекс Кулпин
Музејски комплекс Кулпин налази се у насељу Кулпин у општини Бачки Петровац. Од бачког Петровца удаљен је око 5 км, од Новог Сада око 30 км, а од Београда око 120 км. Комплекс обухвата старо језгро Кулпина из друге половине 18. и прве половине 19. века. Чине га два (Дворац Дунђерски у Кулпину) са помоћним објектима и парком, стара зграда школе, српска православна црква и парохијални дом. Иако историјски не припадају истом времену, комплекс чине и словачка евангелистичка црква грађена 1875–1879, и родна кућа патријарха Георгија Бранковића реконструисана у српску вероисповедну школу 1899. У помоћним објектима дворског комплекса, некадашњем житном магацину и економској згради, налази се Пољопривредни музеј, јединствен у Србији. Као музејски комплекс установљен је 1991. године, када га је пољопривредна задруга уступила Пољопривредном музеју. Комплексом управља Музеј Војводине у Новом Саду.
Комплекс са оба дворца, парком и украсном оградом је 1970. године заштићен као културно добро, а 1991. проглашен спомеником културе од великог значаја.

## Историјат
Насеље које се налазило на месту или у близини данашњег Кулпина помиње се у историјским изворима још у 13. веку, када га је Угарски краљ Бела IV даровао породици Пош. У мађарским изворима из 14. и 15. века помиње се као Курпи или Кволпи (мађ. Кurpee, Kwolpi). Под називом Кулпин први пут се помиње у српским изворима, и то као једно од места које је у првој половини 15. века држао Ђурађ Бранковић. Постоје подаци о томе да је Кулпин био насељен и током турског периода.
Након Карловачког мира (1699) и ослобођења ових крајева од Турака насеље постаје пустара. Године 1745. царица Марија Терезија га је поклонила српској породици Вучковић-Стратимировић пореклом из Херцеговине, за војничке заслуге у рату против Турака. Рат је завршен Београдским миром 1739, којим је утврђена граница између Аустрије и Турске на Сави и Дунаву. С обзиром на то да је Босна и Херцеговина остала у Турској, браћа Вучковић-Стратимировић затражила су од царице Марије Терезије одобрење за трајно настањивање на аустријској територији својих и неколико стотина других породица из Херцеговине. Царица је прихватила молбу и признала им племићку титулу. Повељом од 17. јула 1745. године даровала им је "селиште" Кулпин са 10.000 јутара земље. Стратимировићи су за себе задржали 3.200 јутара, а осталу земљу доделили су новонасељеним породицама (верује се да их је било око 200). Стратимировићи су на имању саградили своје куће. Прво мале привремене, а затим веће, господске. Из тог времена је сачуван такозвани мали дворац (друга половина 18. века) и "велики дворац" или "каштел", изграђен 1826. године. На другој страни имања саграђена је православна црква, парохијални дом, српска школа и општинска кућа. Подижући насеље, Стратимировићи су се прилично задужили, па су право убирања прихода од аренде 1756. године, уступили барону Франу Брњаковићу, и то на 10 година. Те године у Кулпин почињу да се досељавају Словаци, који данас чине већину становништва овог насеља.
Дворац и већи део имања је у другој половини 19. века од Стратимировића откупио Матеј Семзо од Камјанике, али је у поседу ове мађарске породице био кратко. Већ 1889. године продали су га Лазару Дунђерском. Породица Дунђерски управљала је имањем до краја Другог светског рата, тј. до 1945. године. Лазар и његов син Ђорђе дали су значајан допринос унапређењу пољопривреде у овом крају. Велики дворац су, према пројекту новосадског архитекте Момчила Тапавице, реконструисали 1912. године. Имање им је, на основу Закона о аграрној реформи и колонизацији, одузето 1945. године. Комунистичка власт Демократске Федеративне Југославије је овим законом прописала земљишни максимум од 30 хектара. Вишак земље је одузиман и национализован. Одузимањем земље велепоседницима, банкама, црквама и другим субјектима створен је тада огроман земљишни фонд, који је дељен беземљашима и колонистима из пасивних и ратом уништених крајева ондашње Југославије. Тај чин довео је до крупних промена у аграрно-поседовним односима у Војводини.
На имању Дунђерских у Кулпину је након национализације основана пољопривредна задруга, која је све до 1991, односно до уступања комплекса Пољопривредном музеју користила дворац и помоћне објекте.
Комплекс са оба дворца, парком и украсном оградом је 1970. године, заштићен као културно добро. Одлуком Скупштине Аутономне Покрајине Војводине 1991. проглашен спомеником културе од великог значаја.
Крајем 2009. године у велики дворац пренета је, због реновирања, збирка стилског намештаја из Дворца Дунђерски у Челареву. Изложба обухвата период од почетка 18. до прве половине 20. века.

## Објекти у оквиру комплекса
- Велики дворац, односно Дворац Дунђерски - Велики дворац или каштел изграђен је 1826. године за херцеговачко-војвођанску породицу Стратимировић. У поседу породице Дунђерски налазио се од 1889. до 1945, када је национализован. Године 1970. проглашен је спомеником културе од великог значаја. Данас се у њему налази изложба стилског намештаја, Пренетог крајем 2009. из Дворца у Челареву. Изложба обухвата период од почетка 18. до прве половине 20. века.[1] Дворац је реконструисан 1912. године. Касније су, 1977, 1988. и 1991–92 извођени делимични конзерваторски радови.[4] Године 2009. дворац је реновиран, али и даље није био у најбољем стању. Фасада је почела да отпада, а унутрашњи део објекта је видљиво почела да напада влага.[5] Од 2020. дворац је поново затворен, како пише на званичном сајту Музеја Војводине, „због предвиђених унутрашњих грађевинских радова и сређивања сталне поставке”. Наследници породице Дунђерски захтевају да им се, између осталог и овај дворац врати реституцијом,[6] што отежава процес редовног одржавања. Дворац привлачи велику пажњу туриста, а такође је на мети интересовања бројних филмских екипа. У дворцу су се снимали многи филмови и ТВ серије, међу којима су „Сва та равница“, „Јагодићи 1 и 2“, „Сенке над Балканом“, „Санта Марија дела Салуте“ и многе друге.[7]

- Мали дворац, односно кућа породице Стратимировић - Мали дворац саграђен је у другој половини 20. века. Током историје припадао је истим породицама као и велики и доживео исту судбину. Иако су истовремено проглашени споменицима културе, мали дворац је у лошијем стању од великог. Данас се у њему налази у месна канцеларија и канцеларије кулпинских удружења грађана.[8]
- Пољопривредни музеј - Пољопривредни музеј основан је 1991. године, на иницијативу Пољопривредног факултета у Новом Саду. Смештен је у два павиљона, односно два помоћна објекта у оквиру дворског комплекса, житном магацину и економској згради.[1] У саставу је Музеја Војводине и поседује обимну збирку старих пољопривредних машина и алата.[9] У музеју се, осим сталне поставке, организују и тематске изложбе о историјату хмељарства, пшенице, сирка, конопље, млекарства, говедарства, свињарства, овчарства и др.[7]
- Парк око дворца - Музеј је окружен велелепним парком од 4,5 ха који представља природни споменик-арборетум ретких и заштичених биљних врста. Некада је представљао прворазредно уметничко дело хортикулурне и вртне уметности.[10]
- Православни храм, односно Црква вазнесења Исуса Христа - Храм је грађен од 1809. до 1813. године, на темељима некадашње дрвене црквице. Посвећен је Вазнесењу Исуса Христа (празник познат у народу под називом Спасовдан). Краси га велелепни иконостас, рад познатог војвођанског сликара Јована Кљајића (1846-1862). У порти цркве сахрањени су неки од чланова породице Стратимировић.
- Словачка евангелистичка црква, грађена од 1875. до 1879. године.
- Објекти традиционалне сеоске културе у Војводини, међу којима је и родна кућа патријарха Георгија Бранковића.[2]

## Туристички потенцијал
Музејски комплекс у Кулпину привлачи велику пажњу туриста. Осим разгледања музејских поставки и опуштања у миру парка, посетиоци могу уживати у вожњи запрегама и посети сеоском домаћинству уз дегустацију локалних гастрономских специјалитета. У галеријском простору организују се ликовне изложбе, где се смењују уметници из читаве Србије. Просторије великог дворца омогућавају организацију камерних ликовних изложби, промоције књига, књижевних вечери и концерата. У летњим месецима у парку се приређују концерти и позоришне манифестације. Годишње кроз њега прође осам до девет хиљада посетилаца. Поред тога у дворцу се организују и разни програми, књижевне вечери, традиционалне манифестације Дани Кулпина. Због своје атрактивне поставке дворац се користи за снимање серија и филмова, као и за организована фотографисања, па и венчања без весеља.